# Sobkowa Góra
Sobkowa Góra (Kappelenberg, 351 m n.p.m.) – wzniesienie w południowo-zachodniej Polsce, w Sudetach Środkowych, w paśmie Wzgórz Włodzickich, w Ścinawce Dolnej (Gmina Radków). Położona na zachód od Grodziszcza, na południe od linii kolejowej nr 286 z Kłodzka do Wałbrzycha.
W 1680 r. z fundacji  Ewy Marii von Hemm und Hemmstein wybudowano barokową kaplicę pw. św. Sebastiana. Ośmiokątna świątynia zwieńczona był kopułą z sygnaturką z małym dzwonem. Rozbudowana w 1780 r. przez Karola Arnolda von Hemm. Dobudowano przedsionek z tarasem (belwederem), który był punktem widokowym na okoliczne góry. W późniejszych latach nieużytkowana została rozebrana. W latach 1886–1887 na stoku wzniesienia Anna von Magnis wraz z młodszą siostrą Zofią ufundowały szpital (niem. Krankenhaus) świętego Józefa.  Opiekę na chorymi powierzono siostrom franciszkankom szpitalnym z Domu św. Maurycego z Münster. 

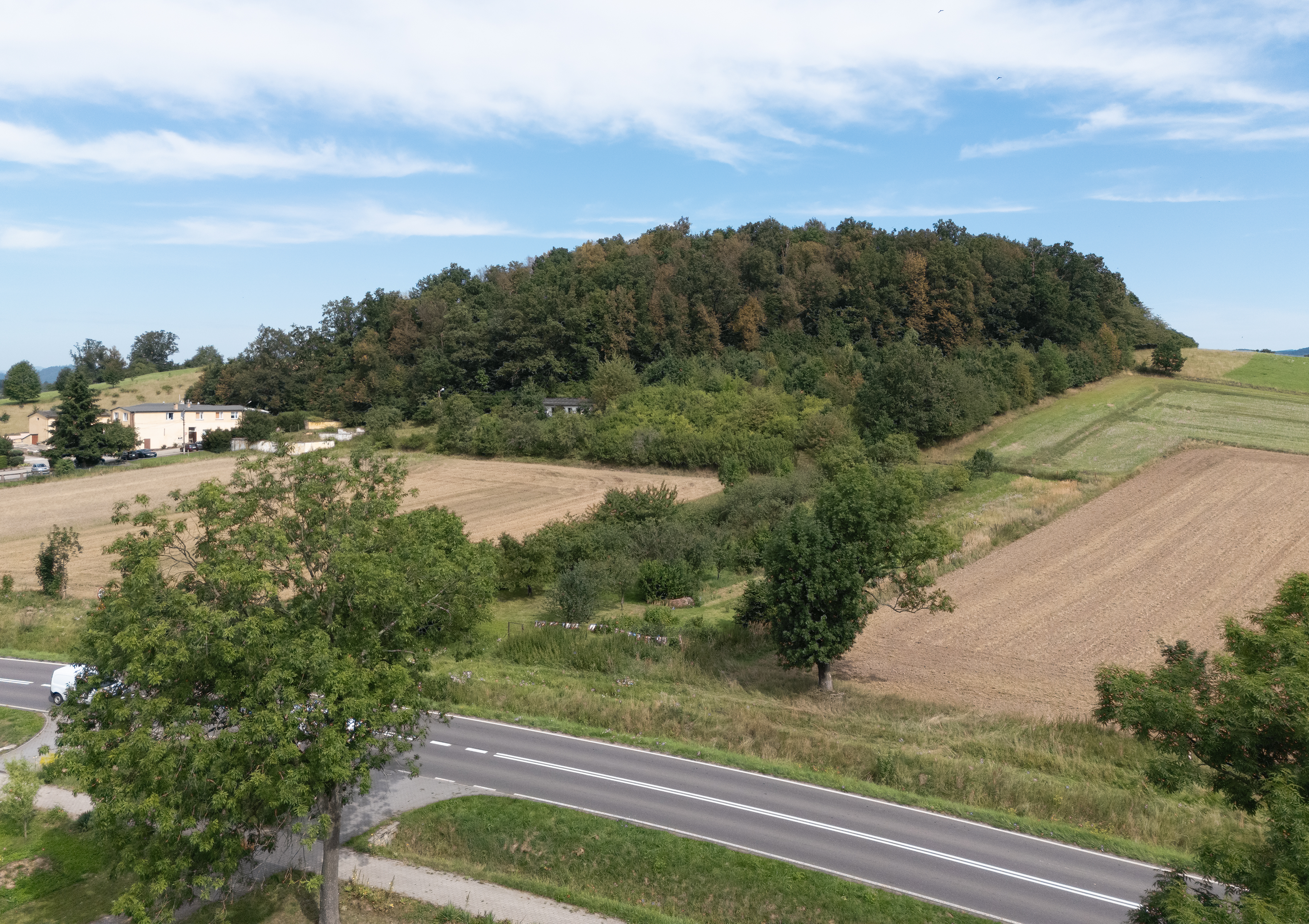
Sobkowa Góra od południa
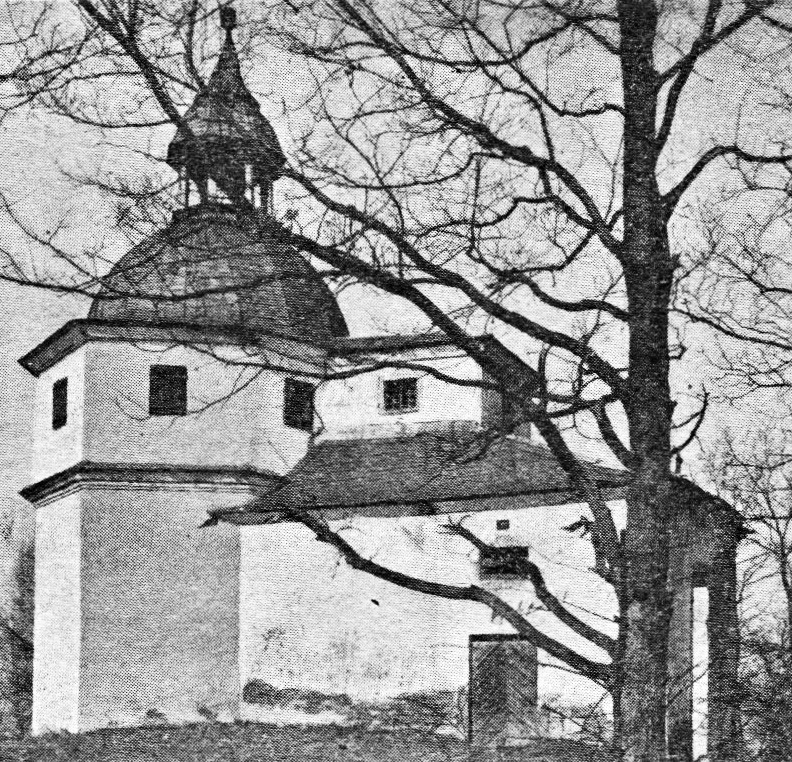
Kaplica św. Sebastiana
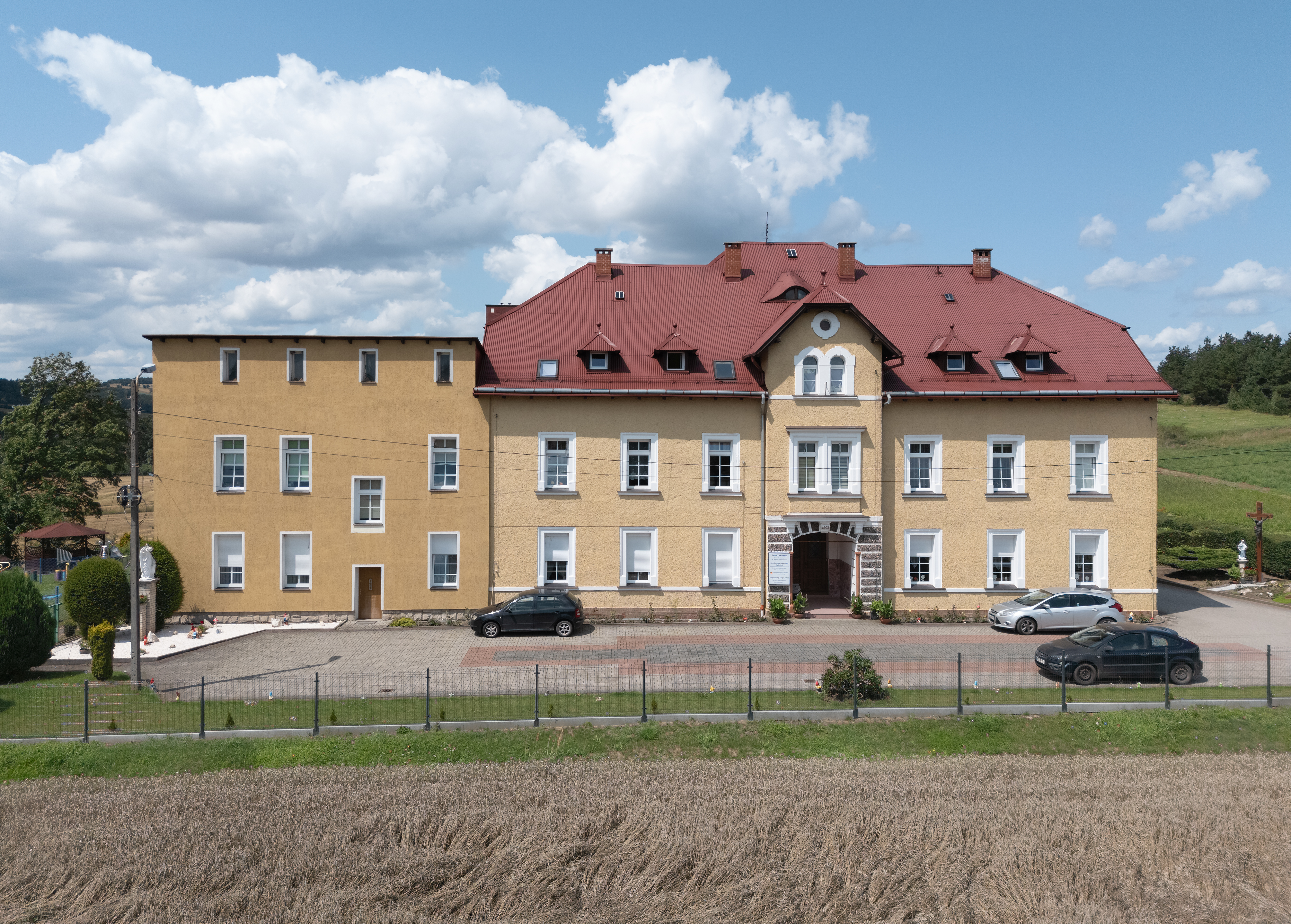
Dawny szpital na południowym stoku